# Сальников Сергій Анатолійович
Сергій Анатолійович Сальников (рос. Сергей Анатольевич Сальников; 26 червня 1986, м. Уфа, СРСР) — російський хокеїст, лівий нападник. Виступає за «Торос» (Нефтекамськ) у Вищій хокейній лізі.
Вихованець хокейної школи «Салават Юлаєв» (Уфа). Виступав за «Салават Юлаєв» (Уфа), «Юність» (Мінськ), «Юніор» (Мінськ), «Торос» (Нефтекамськ), «Рубін» (Тюмень).
У складі юніорської збірної Росії учасник чемпіонату світу 2004.
Досягнення
- Чемпіон ВХЛ (2012).